# Marcus Böhme
Marcus Böhme (* 25. August 1985 in Berlin) ist ein deutscher Volleyball-Nationalspieler. Mit der Nationalmannschaft wurde der Mittelblocker Olympia-Fünfter 2012, nahm an Welt- und Europameisterschaften teil und gewann die Europaspiele 2015. Auf Vereinsebene wurde er nach seiner ersten Profi-Saison beim SCC Berlin mit dem VfB Friedrichshafen Meister und Pokalsieger. Danach spielte er, abgesehen von einer Saison bei Generali Haching, für verschiedene Vereine im Ausland. Seit der Saison 2020/21 ist er wieder in Friedrichshafen aktiv.

## Karriere
Böhme begann seine Karriere beim SV Preußen Berlin in Hohenschönhausen. Anschließend spielte er beim Nachwuchs des SCC Berlin und beim VC Olympia Berlin. Mit der deutschen Junioren-Nationalmannschaft nahm Böhme, dessen Bruder Matthias ebenfalls Volleyball spielt, an den Weltmeisterschaften 2003 und 2005 (Platz acht und neun) sowie an den Europameisterschaften 2003 und 2004 (Platz vier und drei) teil. 2005 wechselte er zur Bundesliga-Mannschaft des SCC Berlin. In der ersten Saison erreichte er mit dem Verein das Halbfinale im DVV-Pokal und den dritten Platz in Bundesliga. Die gleichen Ergebnisse gab es in der Saison 2006/07. In der folgenden Saison kam Böhme mit dem SCC ins Pokal-Halbfinale und wurde deutscher Vizemeister. In seiner Berliner Zeit debütierte der Mittelblocker auch in der A-Nationalmannschaft. Mit der DVV-Auswahl erreichte er bei den Olympischen Spielen 2008 in Peking den neunten Platz. In der Saison 2008/09 endeten die beiden nationalen Wettbewerbe für Berlin jeweils im Halbfinale. Mit der Nationalmannschaft gewann Böhme die Volleyball-Europaliga 2009 und wurde Sechster bei der Europameisterschaft.
Anschließend wechselte er zum VfB Friedrichshafen. In der Saison 2009/10 erreichte er mit dem neuen Verein das Pokal-Halbfinale und wurde deutscher Meister. Mit Deutschland nahm er an der Volleyball-Weltliga 2010 teil und wurde Achter bei der Weltmeisterschaft. In der Saison 2010/11 stand Friedrichshafen im Pokalfinale gegen Generali Haching und schaffte die Titelverteidigung in der Bundesliga. Ein Jahr später gewann Böhme mit dem VfB den DVV-Pokal, während in den Bundesliga-Playoffs das Aus im Halbfinale kam. Bei den Olympischen Spielen 2012 in London erreichte er mit dem DVV-Team wie zuvor bereits in der Weltliga den fünften Platz.
Danach wechselte er zum italienischen Erstligisten VC Altotevere San Giustino, mit dem er die Playoffs verpasste. 2013 spielte er mit der Nationalmannschaft wieder in der Weltliga und wurde Sechster bei der Europameisterschaft. Nach einem Jahr in Italien kehrte er in die Bundesliga zurück und spielte für Generali Haching. Mit dem Verein kam er ins Halbfinale des DVV-Pokals und wurde Bundesliga-Dritter. Da sich der Verein anschließend aus der Liga zurückzog, wechselte Böhme zum türkischen Erstligisten Fenerbahçe Istanbul. Zuvor gewann er mit der Nationalmannschaft bei der WM 2014 in Polen die Bronzemedaille und erhielt eine individuelle Auszeichnung als bester Mittelblocker des Turniers. Im Sommer 2015 folgte der Sieg bei den ersten Europaspielen.
Zur Saison 2015/16 wechselte Böhme nach Polen zu MKS Cuprum Lubin. 2017 wurde er mit der Nationalmannschaft in Polen Vize-Europameister. Danach wechselte er zum griechischen Erstligisten Olympiakos Piräus. Mit dem Verein wurde er in der Saison 2017/18 griechischer Meister und erreichte das Finale im Challenge Cup. 2019 gelang ihm mit Piräus die Titelverteidigung in der Liga. Anschließend wurde er vom russischen Verein Dynamo Lo verpflichtet.
Ende Oktober 2020 kehrte Böhme unter der Bedingung, dass er den Verein im Falle eines attraktiven Angebots verlassen könne, zurück zum VfB Friedrichshafen. Im DVV-Pokal 2020/21 erreichte er mit Friedrichshafen das Halbfinale. Ein Jahr später gewann er den DVV-Pokal 2021/22. Der Pokalwettbewerb nächste Pokalwettbewerb endete wieder im Halbfinale. Der DVV-Pokal 2023/24 war bereits im Achtelfinale gegen die Berlin Recycling Volleys beendet und im DVV-Pokal 2024/25 schied Friedrichshafen im Viertelfinale aus. In der Bundesliga wurde Böhme mit dem VfB von 2021 bis 2024 jeweils Vizemeister hinter Berlin. In den Playoffs 2024/25 schied der Verein im Halbfinale aus.
Auch 2025/26 spielt Böhme für Friedrichshafen.